# 巨花雪胆
巨花雪胆（学名：Hemsleya gigantha）为葫芦科雪胆属下的一个种。

## 扩展阅读
- 維基物種上的相關：巨花雪胆